# Nimite
La nimite (simbolo IMA: Nim) è un minerale piuttosto raro del gruppo della clorite appartenente alla classe minerale dei "silicati e germanati" con composizione chimica (Ni,Mg,Al)6(Si,Al)4O10(OH)8.

## Etimologia e storia
Il nome del minerale è un acronimo di National Institute of Metallurgy of South Africa; la sua località tipo è il deposito di nichel "Bon Accord" di Barberton (Municipalità locale di Mbombela nella provincia di Mpumalanga, Sud Africa).

## Classificazione
Nella nona edizione della sistematica dei minerali di Strunz la nimite è elencata nella classe "9. Silicati (germanati)" e da lì nella sottoclasse "9.E Fillosilicati"; questa è ulteriormente suddivisa in base alla struttura del minerale in modo tale che la nimite possa essere trovata insieme a baileycloro, borocookeite, franklinfurnaceite, glagolevite, gonyerite, chamosite, clinocloro, cookeite, donbassite, pennantite e sudoite, con le quali forma il sistema nº 9.EC.55.
Tale classificazione viene mantenuta anche nell'edizione successiva, proseguita dal database "mindat.org", chiamata anche Classificazione Strunz-mindat.
Anche la classificazione dei minerali secondo Dana, usata principalmente nel mondo anglosassone, elenca la nimite nella classe dei "fillosilicati" e nel gruppo dei "fillosilicati: fogli di anelli a sei membri intercalati 1:1, 2:1 e ottaedri", dove è l'unico membro del sistema nº 71.4.1.

## Abito cristallino
La nimite cristallizza nel sistema monoclino nel gruppo spaziale C2/m (gruppo nº 12) con i parametri reticolari a = 5,320(1) Å, b = 9,214(3) Å, c = 14,302(3) Å e β = 97,10(2)° oltre a 2 unità di formula per cella unitaria.

## Origine e giacitura
La nimite è stata rinvenuta in piccoli corpi tabulari di serpentinite nichelifera, probabilmente un deposito di contatto lungo giunzioni di quarzite e intrusioni ultramafiche; il minerale sembra essersi formato a temperature di circa 730 °C e pressioni inferiori a 2 kbar durante processi di metamorfismo termico, probabilmente di un meteorite ricco di nichel. La si trova solitamente associata a willemseite, trevorite ricca di ferro, bonaccordite, violarite, millerite, reevesite e goethite.
La nimite è una formazione minerale piuttosto rara ed è stata trovata solo in pochi siti sparsi per il mondo. Oltre alla sua località tipo, il deposito di nichel "Bon Accord" a Barberton in Sud Africa, sempre in Africa il minerale è stato rinvenuto solo nella miniera "Emerald" a Wadi Sikait nel Governatorato del Mar Rosso (Egitto).
Altri ritrovamenti si sono avuti a Gambassi Terme (Toscana, Italia); Sohland an der Spree (Sassonia, Germania); nei distretti di Świdnica e di Ząbkowice Śląskie (entrambi nel voivodato della Bassa Slesia, Polonia); a Dubova e Iacobeni (Romania); a Málkov (Repubblica Ceca); nel rajon Svetlyi (Oblast' di Orenburg, Russia); nella provincia di Manisa (Turchia).
Oltre gli oceani la nimite è stata rinvenuta a Greater Sudbury (Ontario, Canada); a Taxco de Alarcón (Messico); nelle contee di Clarke, San Benito, Montgomery, Grant e Clay (Stati Uniti); nella local government di Kalgoorlie-Boulder (Australia).